# Ловушка
Лову́шка — техническое приспособление для ловли кого-либо, например дичи. 
В качестве дичи (жертвы) может выступать человек, животное. При создании (установке) ловушки учитывают нравы, образ жизни и привычки жертвы. Близкий термин — западня. Является прототипом автоматического устройства. Немецкий этнограф Юлиус Липс предположил, что появление первой ловушки для культуры человека имело большее значение, чем изобретение колеса.

## Охотничьи

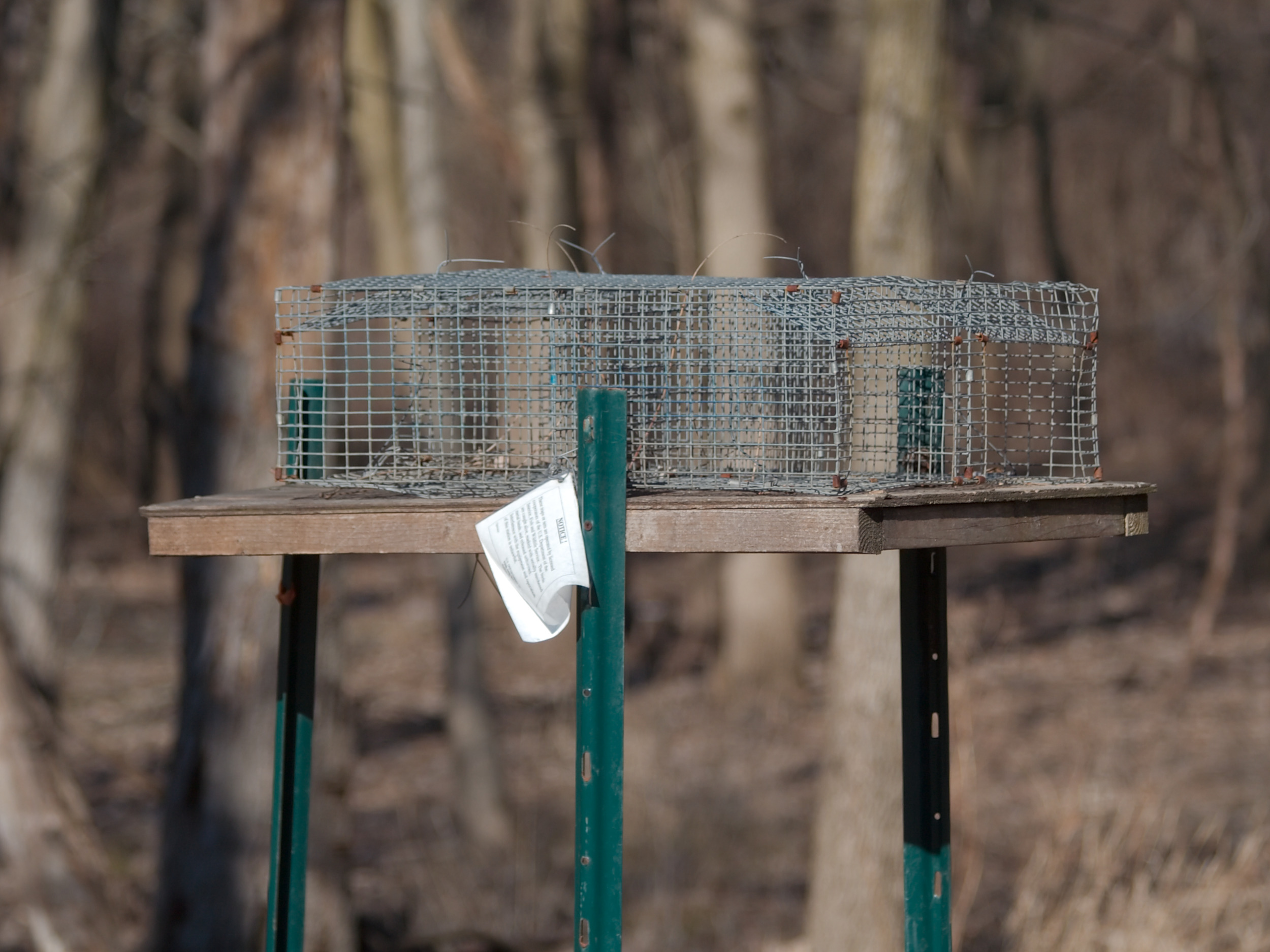
Ловушка для птиц

Для ловли дичи употребляют башмаки, вентеря, ворота, давушки, капканы, клади, клетушки, кляпцы, кобылки, ковши, колоды, колпаки, коши, крючки, кузова, кулёмы, мыше- и крысоловки, обмёты, падины, пасти, перевесы, песты, петли, плашки, поножи, пружки или подпружки, саки, самоловы, самострелы, сжимы, силки, слопцы, стульчики, ступы, тенета, тынки, черканы, шатры, ямы.
Например, применяют ловушку для енотов («енотоловка») (англ. raccoon trap) — специальное устройство для ловли енотов. Оно представляет собой клетку с захлопывающейся дверцей и приманкой внутри. Во многих странах устройство запрещено, так как представляет опасность для домашних животных и может причинить ущерб их владельцу.

### Капканы

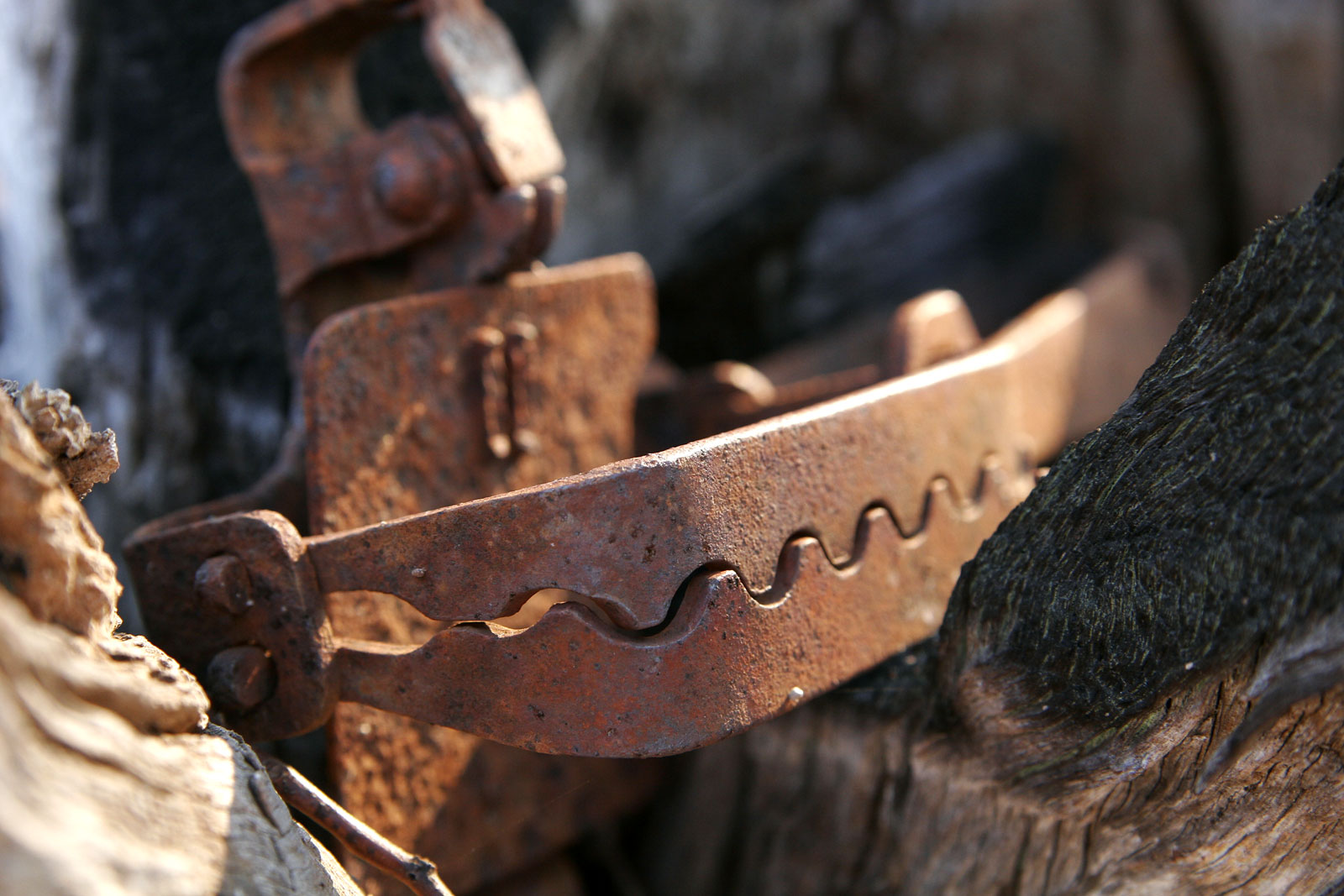
Заячий капкан

Капка́н (тюрк. kapkan) — приспособление для ловли зверей, состоящий из одной или нескольких пружин, дуг (клешней), захватывающих шею или лапу зверя и пластины, приводящей капкан в действие при нажатии. Принципиальной особенностью конструкции капкана является невозможность раздвинуть дуги сработавшего устройства путём приложения усилия непосредственно к ним (открытие блокируется), иначе крупный зверь, например, медведь, мог бы легко освободиться; для освобождения жертвы и приведения капкана во взведённое состояние необходимо дополнительно воздействовать на взводящий механизм, иногда — при помощи специального рычага. Для удерживания капкана с пойманным зверем на месте используют трос или цепь.
Сила сжатия клешней приводит к рассечению кожи, повреждению сухожилий, а также вывиху суставов, перелому костей и даже отрыву конечности в результате попыток животного освободиться. Пойманное животное погибает в течение нескольких дней от полученных травм, боли и в холодное время года — обморожения.
Закон во многих странах либо полностью запрещает установку капканов, либо обязывает хозяев проверять их каждые 24 часа. Использование капканов разрешено, в частности, в России, Канаде, Украине, США.

### Ловушки на птиц

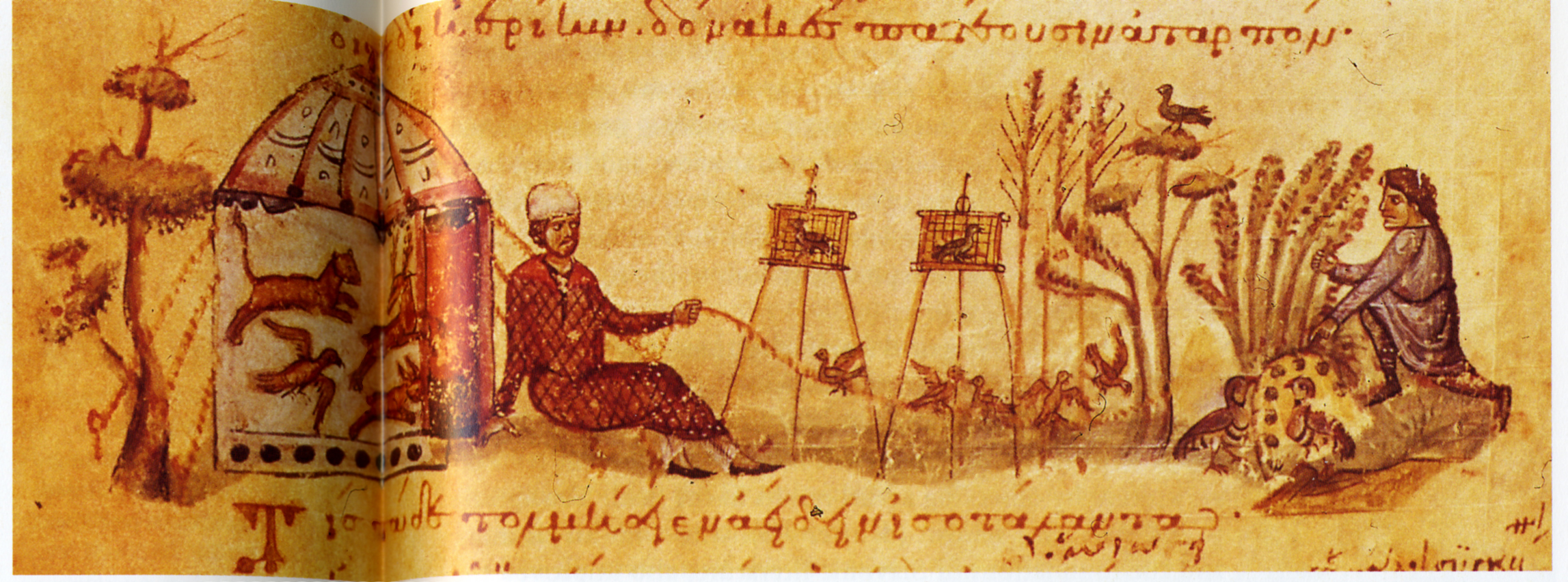
Птицелов, Византийская иллюстрация, XI век

Для ловли певчих птиц употребляют западки, западни, лучки, понцы, самокрои, тайники.
Хищных птиц ловят в колпачные сети, кутни, туры.
Для охоты на рябчиков, тетеревов и глухарей используют попружок и попрыжок (силок на птиц).
При  ловле птиц часто используются манные птицы (манки) того же или близких видов.

## Рыболовные

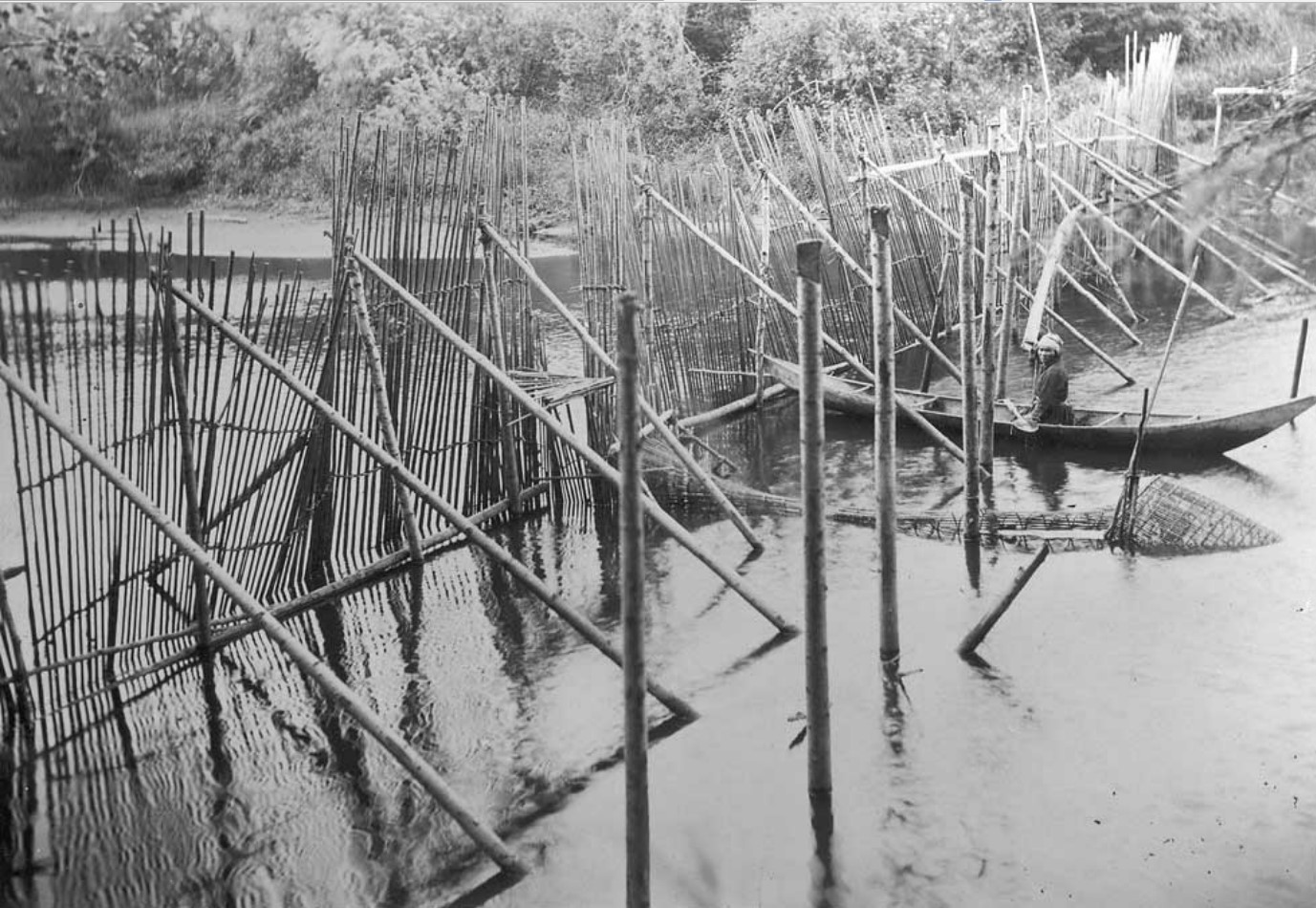
Разнообразные ловушки использовали ханты и другие народы для блокирования пути возвращения рыб из их нерестилища. Сибирская этнографическая экспедиция Уно Тави Сирелиуса. 1898—1900 годы

- Верша
- Морда
- Крабовая ловушка
- Рыбное колесо
- Рюжа
- Рыболовная сеть
- Тайник[6].

## Военные
- Противопехотная мина — предназначена для выведения из строя личного состава противника
- Танковая ловушка — заграждение; изготовлена по типу волчьих ям, только без колов[источник не указан 3606 дней]
- ИК-ловушки — предназначенные для противодействия ракетам